# Aega leptonica
Aega leptonica là một loài chân đều trong họ Aegidae. Loài này được Bruce miêu tả khoa học năm 1988.